# 鎮座DOPENESS
鎮座DOPENESS（ちんざドープネス、1981年3月29日 - ）は、日本のラッパー、ヒップホップMC、シンガーソングライターである。東京都調布市出身。

## 略歴
1981年～2008年
- 東京都調布市に生まれる[1]。中学校在学中、スチャダラパーの「今夜はブギー・バック」を聴き、ヒップホップ・ミュージックへ傾倒していく。その後、高校の文化祭などを通して活動を開始する[2]。2000年、ケツメイシの1stアルバム『ケツノポリス』収録の「CLUBへ～熱帯夜 mix～」に客演として参加。また、クラブイベントで知り合った友人らと共にユニットを結成し、作品を発表するなどの活動を行う[3]。

2009年
- 1stソロアルバム『100%RAP』を発表[4]。
- 日本最大規模のMCバトルコンテスト「ULTIMATE MC BATTLE 2009」にて全国優勝。

2010年
- MV「MOGU MOGU」が「SPACE SHOWER MUSIC AWARDS」HIP HOP部門入選[5]。

2011年
- 学校法人東京モード学園のCM音楽となった「MODE」を、鎮座DOPENESS & HIFANA名義で発表。また、同テレビCM「歌う阿修羅イオン」編に出演[6]。

2012年
- 鎮座DOPENESS & DOPING BANDとして1stアルバム『だいぶ気持ちいいね!』を発表。

2013年
- 1stミニアルバム「T.U.B.E.」を発表。タイトル曲「T.U.B.E.」がゲームソフト『FIFA 14』のサウンドトラックへ収録[7]。
- 鎮座DOPENESS & DJ UPPERCUTとして、リミックスアルバム『200%RAP』を発表[8]。

2014年
- ももいろクローバーZのマキシシングル「泣いてもいいんだよ」収録「堂々平和宣言」に作詞家として参加（映画『偉大なる、しゅららぼん』主題歌）[9]。
- YUKIのアルバム『FLY』収録「波乗り500マイル」にゲストボーカルとして参加。同曲のMVに出演[10]。

2016年
- 鎮座DOPENESS×環ROY×U-zhaanでスチャダラパーの楽曲「サマージャム'95」カバーをリリース。MVでは本家のスチャダラパーが特別出演。

2018年
- 4月20日 鎮座DOPENESS feat SABO『チルミーチル』YouTubeにてMV公開開始。
- 7月13日 ZEN-LA-ROCK・G.RINAとFNCYを結成[11]。

2019年
- 11月3日、東京都内で行われたイベントで大麻を所持していたとして逮捕され[12]、その後起訴された[13]。

2020年　　
- 10月11日、三年ぶりの大会であるKOK 2020 東日本予選で優勝。
- 11月8日、UMB 2020 THE CHOICE IS YOURS Vol4で優勝。本戦との2冠は史上初。

## ディスコグラフィー

### ミニ・アルバム
|     | 発売日        | タイトル | 規格品番 | 収録曲                                              | 備考                    |
| --- | ------------- | -------- | -------- | --------------------------------------------------- | ----------------------- |
| 1st | 2013年8月14日 | T.U.B.E. |          | 1. T.U.B.E. 2. アイノウ 3. Fullmony 4. Ok!!Ee!!Ne!! | EMIミュージックジャパン |

### EP
- 『WAKAGE NO TATARI E.P』　(2006年)　CDR

### 配信限定シングル
| 発売日         | タイトル | 収録曲                                                                       | 備考                            |
| -------------- | --- | ---------------------------------------------------------------------------- | ------------------------------- |
| 2011年9月7日   | MODE / 鎮座DOPENESS & HIFANA                                                                                         | 1. MODE 2. MODE -INSTRUMENTAL- (BPM90) 3. MODE -A CAPPELLA-                  | 東京モード学園 2011年度CMソング |
| 2020年2月3日   | Ice Coffee feat. Jambo lacquer & チプルソ / COCOLO BRAND&鎮座DOPENESS                                                | 1. Ice Coffee feat. Jambo lacquer & チプルソ                                 |                                 |
| 2021年4月20日  | RICH FOR LIFE / 鎮座DOPENESS,TRICO as MAKA&K.A.N.T.A                                                                 | 1. RICH FOR LIFE (K.A.N.T.A EDIT Ver.) 2. RICH FOR LIFE (ORIGINAL VOCAL Ver) |                                 |
| 2021年10月18日 | クール・ダウン / HYDRO as BNJ,鎮座DOPENESS&Ao Inoue                                                                  | 1. クール・ダウン・1 2. クール・ダウン・2                                    |                                 |
| 2022年1月21日  | メメントモリ / 鎮座DOPENESS&GuruConnect                                                                              | 1. メメントモリ                                                              |                                 |
| 2022年2月23日  | Ultimate MC's Battle feat. UMB SPECIAL BAND, 大竹重寿, 竹内朋康, TOMOHIKO a.k.a HEAVYLOOPER & 金子巧                 | 1. Ultimate MC's Battle                                                      |                                 |
| 2022年2月23日  | Ultimate MC's Battle feat. UMB SPECIAL BAND, 大竹重寿, 竹内朋康, Tomohiko a.k.a Heavy Looper & 金子巧 [Instrumental] | 1. Ultimate MC's Battle [Instrumental]                                       |                                 |
| 2022年3月9日   | FLY / 鎮座DOPENESS, GuruConnect                                                                                      | 1. FLY                                                                       |                                 |
| 2023年2月14日  | JUICY 2023 / BAKU, 鎮座DOPENESS & CHAN-MIKA                                                                          | 1. JUICY 2023                                                                |                                 |
| 2023年3月13日  | Anthem / 鎮座DOPENESS & B.T.Reo 440                                                                                  | 1. Anthem                                                                    |                                 |
| 2023年9月14日  | Mooon Walkers | 1. Mooon Walkers                                                             |                                 |
| 2023年11月26日 | STAY GOLD / MAX3, 鎮座DOPENESS & NARISK                                                                              | 1. STAY GOLD                                                                 |                                 |

### MIX CD
- 『CHILL吉日』　(2008年8月6日)　CDR　11曲目にエクススクルルーシブ曲「PO」収録

### 客演作品
- ケツメイシ 「ケツノポリス」収録 - CLUBへ ～熱帯夜 mix～ (2000年12月20日)
- LIFE EARTH 「PAINT the TOWN」 収録 - どしゃぶりマイク (2005年9月15日)
- DMR 「とぐろ」 収録 - オーアタタタタ (2006年1月14日)
- Various Artists 「HIFANA PRESENTS 南風ケーブル」 収録 - ちんざコスモ (2006年8月30日)
- ZEN-LA-ROCK 「ゼンラロック」 収録 - LA ZENZEN SAMBA (2007年7月25日)
- HIFANA 「Connect」 収録 - MR.BEER (2007年8月1日)
- Various Artists 「KAIKOO PLANET」 収録 - Shang Teng (2008年4月5日)
- 櫻井響 「DON CHIKI PAN」 収録 - POISHO? (2008年6月4日)
- Oigoru 「Borsha Kaal Breaks」 収録 - De La Beppin (2008年7月18日)
- TWIGY 「BABY’S CHOICE」 収録 - CHIN THE RELAXATION (2008年7月2日)
- DJ MOTIVE 「CURE」 収録 - E加減 (2008年7月19日)
- GEEK 「LIFE SIZE 2」 収録 - Bloods (2008年12月11日)
- MICROPHONE PAGER 「王道楽士」 収録 - 号外 (2009年1月21日)
- Eccy 「Narcotic Perfumer」 収録 - Forest (2009年1月21日)
- SKYFISH 「RAW PRICE MUSIC」 収録 - CHO YABEEE (2009年5月20日)
- 環ROY×DJ YUI 「COPYDOGS」 収録 - 勉強 (2009年6月24日)
- Various Artists 「HIFANA Presents 南風ケーブル弐」 収録 - LOVE VADER (2009年9月16日)
- ZEN-LA-ROCK 「THE NIGHT OF ART」 収録 - GIMME DA NIGHT (2009年11月18日)
- ALI-KICK & MARUHIPROJECT 「SPLIT EP VOL.3」 収録 - シュビドュビバップ (2009年12月11日)
- おみゆきCHANNEL 「おみゆきさん」 収録 - うちでのこづち (2010年3月10日)
- KEN2-DSPECIAL 「Reality Bites」 収録 - SLENG TENG in the U・G (2010年4月14日)
- L-VOKAL 「麻天楼 ～秋場所～」 収録 - SHOCHU,ROOBEE,SAKE (2010年6月9日)
- カトマイラ×ヤモ are GOLD SCHOOL 「GOLD SCHOOL」収録 - オジサンズデライト (2010年7月21日)
- HIFANA 「24H」 収録 - 出勤 / WAKE UP (2010年7月28日)
- DJ MITSU THE BEATS 「UNIVERSAL FORCE」 収録 - ハッスル (2010年8月14日)
- KEN THE 390 - AFRAとサ上鎮座390～RUN!!BEAR RUN!!～ 配信限定 (2010年8月14日)
- ピンゾロ 「P.P.P.」 収録 - ホステス (2010年12月8日)
- cro-magnon 「joints」 収録 - こうなるの (2010年12月8日)
- LITTLE CREATURES トリビュートアルバム 「Re:TTLE CREATURES」 収録 - NEED YOUR LOVE (2011年1月19日)
- ZEN-LA-ROCK 「SUMMER VACATION」 収録 - GIMME DA NIGHT REMIX (2011年8月3日)
- L-VOKAL 「LIVIN'」 収録 - MOVIE (2011年10月14日)
- MIC AKIRA - TRUE HEARTS 配信限定 (2011年11月23日)
- キングダム☆アフロックス 「SanSanNaNa」 収録 - 2 vs 98 -Loud Minority! (2012年6月27日)
- ZEN-LA-ROCK 「LA PHARAOH MAGIC」 収録 - T/O/U/C/H (2012年7月18日)
- CHAN-MIKA 「SIDE 2 SIDE」 収録 - STAY STRONG (2012年8月8日)
- CO-MA 「NEO FREEDOM」 収録 - と思た (2012年8月22日)
- DJ FUMIYA 「Beats for Daddy」 収録 - JYANAI? (2012年11月7日)
- 森山直太朗 「とある物語」 収録 - 話がしたい (2013年4月24日)
- Buffalo Daughter 「ReDiscoVer. Best, Re-recordings and Remixes of Buffalo Daughter」 収録 - New Rock 20th (2013年7月24日)
- Hair Stylistics 「Dynamic Hate」 収録 - This Neon World Is No Future (2013年9月11日)
- CRAZY-T 「CRAZY as F**K - EP」 収録 - Bad as F**K (2013年12月11日)
- SIMON JAP 「THE FIRLAST」 収録 - バトルのB (1980MC's Ver.) (2013年12月18日)
- たなけん 「THE たなけん」 収録 - たなちんマン (2014年8月6日)
- YUKI 「FLY」 収録 - 波乗り500マイル (2014年9月17日)
- U-zhaan 「Tabla Rock Mountain」 収録 - Tabla'n'Rap (2014年10月8日)
- SHOWGO, JBM, RINO LATINA II, 鎮座DOPENESS, HUNGER 「Do The Right Thing」 (2014年10月16日)　アナログレコードのみ収録
- Till 「艶音探し」 収録 - Overjoyed (2014年12月3日)
- SKY-HI 「BULLMOOSE presents FLOATIN' LAB II」 収録 - Cryptid (2015年1月28日)
- RHYME BOYA 「FLOWMOTION」 収録 - 止まない演奏 -WE DON'T STOP THE MUSIQ (2015年3月25日)
- ZEN-LA-ROCK,鎮座DOPENESS&サイプレス上野 「Tropical Triangle」 収録 - Tropical Triangle (2015年8月5日)
- Flammable 「Cosmic Coma EP」 収録 - スモーク (2015年9月30日)
- Trill Clinton 「Serious Fools」 収録 - Jedi Nights (2016年4月1日)
- G.RINA 「LIVE&LEARN」 収録 - 想像未来 (2017年1月1日)
- ヘンタイカメラ ブギブギオールスターズ 「トラベルブギウギ」 収録 - Travel Boogie Woogie (2017年1月25日)
- GAGLE - 和背負い feat. KGE THE SHADOWMEN, 鎮座DOPENESS (2018年01月12日)
- BASI 「切愛」 収録 - 普通 (2020年6月26日)
- KIRINJI - Almond Eyes feat. 鎮座DOPENESS (2019年10月30日)
- Awich 「孔雀」 収録 - 洗脳 (2020年1月11日)
- KGE THE SHADOWMEN - TRANCE 注意報 feat. 鎮座DOPENESS (2020年07月02日)
- STUTS 「CONTRAST」 収録 - MIRRORS (2020年9月16日)
- 小林幸子, 鎮座DOPENESS, 蓮沼執太 & 川田十夢「文明単位のラブソング」 (2023年6月21日)

## 委託作品
- 学校法人 東京モード学園 テレビCM 「歌う阿修羅イオン」へ出演／音楽を制作 2011年[6]
- PUMA CM「PUMA KING 山田大記選手」のナレーションを担当 2012年[16]
- NHK教育テレビジョン テクネ 映像の教室「テクネ・トライ」長添雅嗣監督作品の音楽を制作 2013年[17]
- サンヨー食品 テレビCM サッポロ一番「頂」の音楽を制作 2014年[18]
- 映画「偉大なる、しゅららぼん」主題歌 ももいろクローバーZ「堂々平和宣言」に作詞家として参加 2014年[9]
- キリンビール CM 本搾りチューハイ「ライムのうた」へ出演／音楽を制作 2014年[19]
- 江崎グリコ CM「Glico YATAI」へ出演／音楽を制作 2015年[20]
- ユニクロ スマートフォンアプリ連動型サービス「UTme!」のCMへ出演／音楽を制作 2015年[21]
- コールマン ブランドムービー「WELCOME THE UNEXPECTED/ようこそ、予想外!」へ出演 2016年[22]
- NHK教育テレビジョン デザインあ「めでたい」コーナーの音楽を制作 2016年[23]

## ミュージックビデオ
| 監督                       | 曲名           |
| -------------------------- | -------------- |
| DJ UPPERCUT & 鎮座DOPENESS | 「T.U.B.E.」   |
| fantasista utamaro         | 「MOGU MOGU」  |
| Robert Glassford           | 「乾杯」       |
| 不明                       | 「脳天気野郎」 |